# Sacher Festival
Pour les articles homonymes, voir Sacher.
Le Sacher Festival est un festival de cinéma italien créé par Nanni Moretti en 1996 et consacré au court métrage. Il décerne le Premio Sacher.
Le nom des sociétés de production (Sacher Film, 1986) et de distribution (Sacher Distribuzione, 1997), comme ceux du prix (Premio Sacher, 1989) et de la salle de cinéma (Nuovo Sacher, 1991) qui le précèdent, est inspiré par la Sachertorte, pâtisserie au chocolat citée par le cinéaste dans Bianca,.

## Films présentés
LOVSTORI, Alessandro Avellis - 1996